# 3628 Božněmcová
A 3628 Božněmcová (ideiglenes jelöléssel 1979 WD) a Naprendszer kisbolygóövében található aszteroida. Zdenka Vávrová fedezte fel 1979. november 25-én.